# Argyrodes fissifrons
Argyrodes fissifrons es una especie de araña de telaraña irregular del género Argyrodes, de la familia Theridiidae, orden Araneae. Fue descrita por O. Pickard-Cambridge en 1869.
Se distribuye desde Sri Lanka hasta Indonesia, Papúa Nueva Guinea, China y Australia (Queensland). Fue publicada en Catalogue of a collection of Ceylon Araneida lately received from Mr J. Nietner, with descriptions of new species and characters of a new genus. I. Journal of the Linnean Society of London, Zoology 10(46): 373-397, Pl. 11-, 13.